# Swedish Sensation
Swedish Sensation – debiutancki longplay szwedzkiej piosenkarki Moniki Zetterlund, wydany w grudniu 1958 roku nakładem wydawnictwa muzycznego Columbia Records. Album nagrywany był przy akompaniamencie Gunnar Svenssons Orkester oraz Donald Byrd Quintet. 
Longplay doczekał się dwóch reedycji, wydanej w Europie nakładem Él Records na płycie CD w 2009 roku oraz limitowanej edycji wydanej w Szwecji w 2012 roku.

## Lista utworów
Opracowano na podstawie materiału źródłowego.
Strona A
| 1. | „I’ll Take Romance” (muz. Ben Oakland, sł. Oscar Hammerstein II)  | 2:09  |
|    |                                                                   |       |
| 2. | „Deep in a Dream” (muz. Jimmy Van Heusen, sł. Eddie DeLange)      | 2:29  |
|    |                                                                   |       |
| 3. | „There’s No You” (muz. Hal Hopper, sł. Tom Adair)                 | 2:51  |
|    |                                                                   |       |
| 4. | „The Things We Did Last Summer” (muz. Jule Styne, sł. Sammy Cahn) | 2:29  |
|    |                                                                   |       |
| 5. | „My Old Fame” (muz. Arthur Johnston, sł. Sam Coslow)              | 2:27  |
|    |                                                                   |       |
| 6. | „My Heart, My Mind, My Everything” (muz. i sł. Duke Ellington)    | 2:41  |
|    |                                                                   |       |
|    |                                                                   | 15:06 |
|    |                                                                   |       |
Strona B
| 1. | „Spring Is Here” (muz. Richard Rodgers, sł. Lorenz Hart)                    | 4:05  |
|    |                                                                             |       |
| 2. | „Easy Living” (muz. Ralph Rainger, sł. Leo Robin)                           | 5:40  |
|    |                                                                             |       |
| 3. | „Don’t Be That Way” (muz. Benny Goodman, Edgar Sampson sł. Mitchell Parish) | 2:16  |
|    |                                                                             |       |
| 4. | „More Than You Know” (muz. Vincent Youmans, sł. Billy Rose, Edward Eliscu)  | 2:34  |
|    |                                                                             |       |
| 5. | „Easy Street” (muz. i sł. Alan Rankin Jones)                                | 2:10  |
|    |                                                                             |       |
| 6. | „Lonesome Road” (muz. Nathaniel Shilkret, sł. Gene Austin)                  | 1:48  |
|    |                                                                             |       |
|    |                                                                             | 18:33 |
|    |                                                                             |       |